# Вероятностная логика
Вероятностная логика — логика, в которой высказываниям приписываются не исключительно значения истины и лжи как в двузначной логике, а непрерывная шкала значений истинности от 0 до 1, так, что ноль соответствует невозможному событию, единица — практически достоверному. Значения истинности в вероятностной логике называются вероятностями истинности высказываний, степенями правдоподобия или подтверждения.
Проблематика вероятностной логики начала развиваться в древности, например, Аристотелем и в новое время — Г. В. Лейбницем, Дж. Булем, У. С. Джевонсом, Дж. Венном, в дальнейшем Х. Райхенбахом, Р. Карнапом, Ч. С. Пирсом, Дж. М. Кейнсом и другими, в России — П. С. Порецким, С. Н. Бернштейном и другими.
Древнегреческий философ, глава третьей платоновской академии Карнеад в своих лекциях ученикам о трёх ступенях вероятности:
1) просто вероятное, 2) вероятное и непротиворечивое, 3) вероятное, непротиворечивое и проверенное. Лейбниц одним из серьёзных недостатков старой логики считал отсутствие в ней исследования степени вероятности. Сам он определял вероятность, как меру нашего знания о тех или иных объектах.
Всё, что находится между истиной и ложью называется в вероятностной логике гипотезой. Относительно каждого неисследованного объекта можно выдвинуть несколько гипотез. Из практики видно, что гипотезы могут отличаться одна от другой степенью вероятности, то есть степенью приближения к достоверности.
Поэтому первый вопрос, который здесь возникает, это — вопрос о том, каково же различие между достоверным, то есть твёрдо установленным знанием и вероятным знанием. Достоверное знание не имеет степеней: оно либо истинно, либо ложно. Так, знание о том, что «первым космонавтом стал советский гражданин» и что «американская станция опустилась на Луну через несколько дней после советской станции», в одинаковой степени достоверны. Вероятное же знание, как это заметил Карнеад, различается степенью приближения к достоверности: от полной невероятности до полной достоверности.
Второй вопрос: какие формы мышления дают достоверное знание и какие — вероятное? Из традиционной логики известно, что 
дедуктивные выводы вполне достоверны, если, конечно, истинны все входящие в них посылки и если в процессе умозаключения не нарушены законы логики. Близкими к достоверности могут быть выводы и ряда выводов неполной индукции, в частности, вывод научной индукции. Но если обобщение всё же не идёт далее неполной индукции, достоверность его может быть опровергнута первым же примером, который противоречит данному обобщению. Окончательная достоверность всегда достигается единством индукции и дедукции.
Вероятностная логика, исследуя процесс вывода общих положений из единичных данных наблюдения и эксперимента, использует правила индуктивной логики, в частности, методы исследования причинных связей, поэтому в литературе по логике её называют современной формой индуктивной логики. Как же устанавливается точное числовое определение вероятности одних высказываний относительно других? Однозначного ответа на этот вопрос нет. В вероятностной логике по этому вопросу идут ещё дискуссии. Но ясно одно, что степень вероятности гипотезы зависит от состояния накопленных знаний. В литературе по проблемам вероятностной логике вероятность поэтому рассматривается как функция от двух аргументов — самой гипотезы и имеющегося знания, причём отношение гипотезы к действительности не непосредственно, а через другие высказывания, выражающие наши знания.
При этом вероятность может выступать в двух видах:
- вероятность может быть мерой субъективной уверенности. Например, в наступлении того или иного события («вероятно завтра будет пасмурно»), основанной на знании субъектом некоторых примет (по цвету облаков при заходе солнца, по влажности воздуха и т. п.). В таких случаях дать какую-то количественную оценку степени вероятности очень трудно.
- математическая вероятность, которая является «объективной характеристикой степени возможности появления определённого события в каких-то заранее заданных условиях, которые могут повторяться неограниченное число раз». Здесь вступают в силу статистические закономерности, когда состояние той или системы определяется не однозначно, а лишь с определённой вероятностью.

Иногда вероятность подсчитывается по следующему правилу: «при общем числе равноправных исходов опыта, равном n, вероятность некоторого события A, определяемого исходом опыта, равна отношению m/n, где m — число исходов, благоприятствующих этому событию». Так например, вероятность того, что при бросании шестигранного кубика с цифрами 1-6 выпадет сторона с цифрой 1, равна 1/6.
Исследованием математической вероятности занимается теория вероятностей. Предметом вероятностной логики является оценка истинности гипотез, изучение закономерностей вывода общих положений из единичных данных наблюдения и эксперимента. Во всех системах вероятностной логики вычисление вероятностей сложных гипотез осуществляется с помощью математического исчисления вероятностей.
В настоящее время вероятностная логика находит наибольшее применение в качестве современной формы индуктивной логики. Новым стимулом к возникновению систем вероятностной логики послужил прогресс в развитии приложений к искусственному интеллекту.